# 헤레로랜드
헤레로랜드는 아파르트헤이트 정부가 헤레로족의 자치국가로 의도한 남서아프리카의 최초의 반투스탄이었다.
헤레로랜드는 1968년에 설립되었으며 1989년 5월 남서아프리카(나미비아)의 독립으로 다른 반투스탄 마찬가지로 폐지되었다.

## 같이 보기
- 반투스탄